# Hălmăgel
Hălmăgel (en hongrois : Kishalmágy) est une commune du județ d'Arad, Roumanie qui compte 1 305 habitants.
La commune est composée de 5 villages : Hălmăgel, Luncșoara , Sârbi, Târnăvița et Țohești.

## Culture
D'après le recensement de 2011, la commune compte 1 305 habitants, en forte baisse par rapport au recensement de 2002 où elle en comptait 1 656.